# Albaredo Arnaboldi
Albaredo Arnaboldi es una localidad y comune italiana de la provincia de Pavía, región de Lombardía, con 201 habitantes.

## Evolución demográfica
| Gráfica de evolución demográfica de Albaredo Arnaboldi entre 1861 y 2001 |
|                                                                          |
| Fuente ISTAT - elaboración gráfica de Wikipedia                          |